# Hookeria heterophylla
Hookeria heterophylla là một loài Rêu trong họ Hookeriaceae. Loài này được (Ångström) Paris mô tả khoa học đầu tiên năm 1896.